# جواز سفر بولندي
جواز السفر البولندي هو وثيقة السفر الدولية التي تصدر لمواطني بولندا، ويمكن أن تكون أيضا دليلا على الجنسية البولندية. إلى جانب تمكين حاملها من السفر دوليا وجواز السفر البولندي يسهل عملية تأمين المساعدة من موظفي القنصلية البولندية في الخارج أو غيرها من الدول الأعضاء في الاتحاد الأوروبي إذا كانت القنصلية البولندية غائبة، إذا لزم الأمر.
اعتبارًا من يناير 2022 يتمع مواطنو بولندا بدخول 182 دولة وإقليم بدون تأشيرة أو تأشيرة عند الوصول، مما أدى إلى تصنيف جواز السفر البولندي في المرتبة العاشرة من حيث حرية السفر وفقًا مؤشر هينلي لجوازات السفر. يمكن لمواطني بولندا العيش والعمل في أي دولة من دول الاتحاد الأوروبي والمنطقة الاقتصادية الأوروبية وسويسرا بسبب بند حرية الحركة والإقامة الممنوح في المادة رقم 21 من معاهدة الاتحاد الأوروبي.

## المعرض

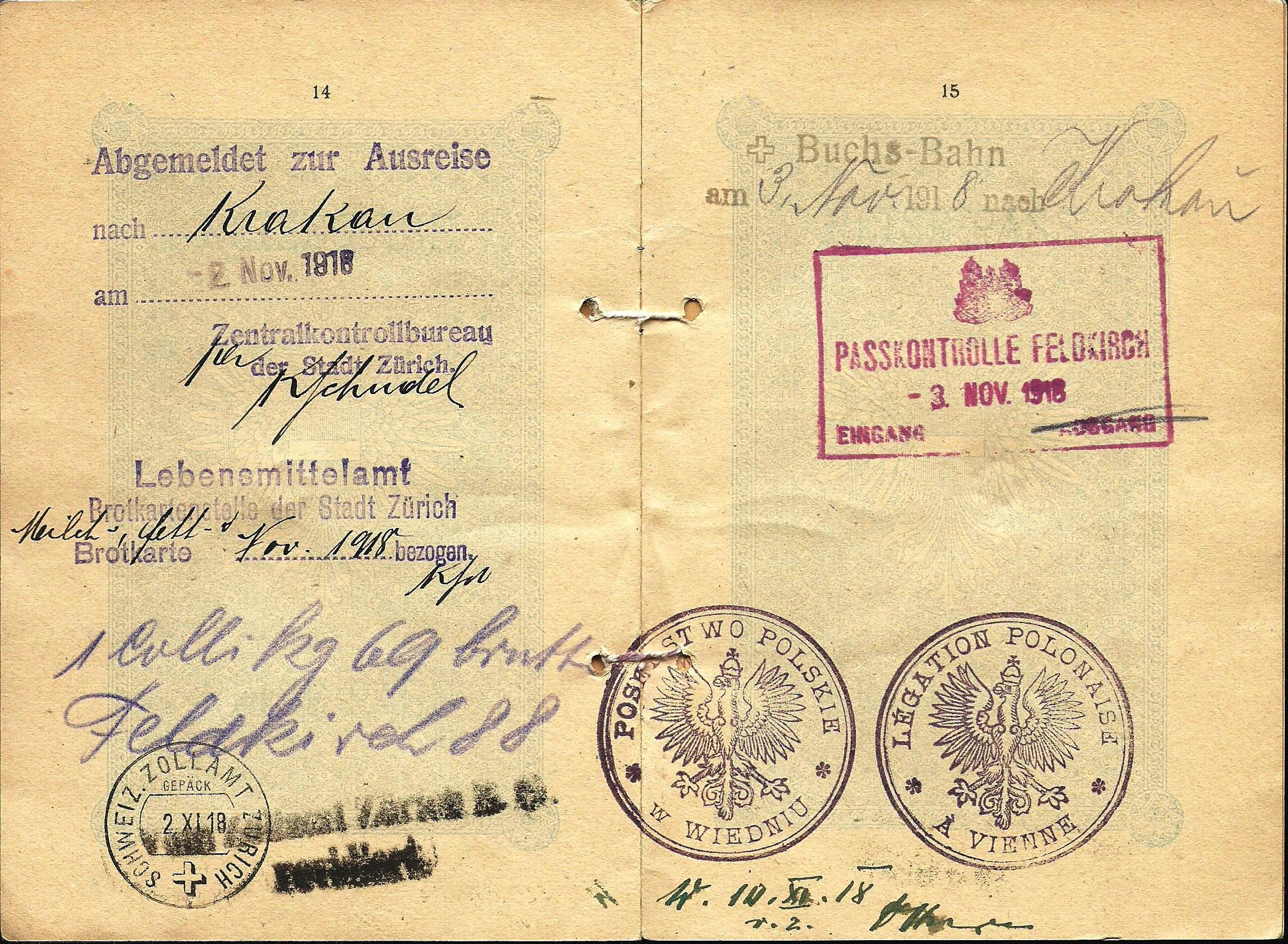
جواز سفر بولندي صادر عام 1918
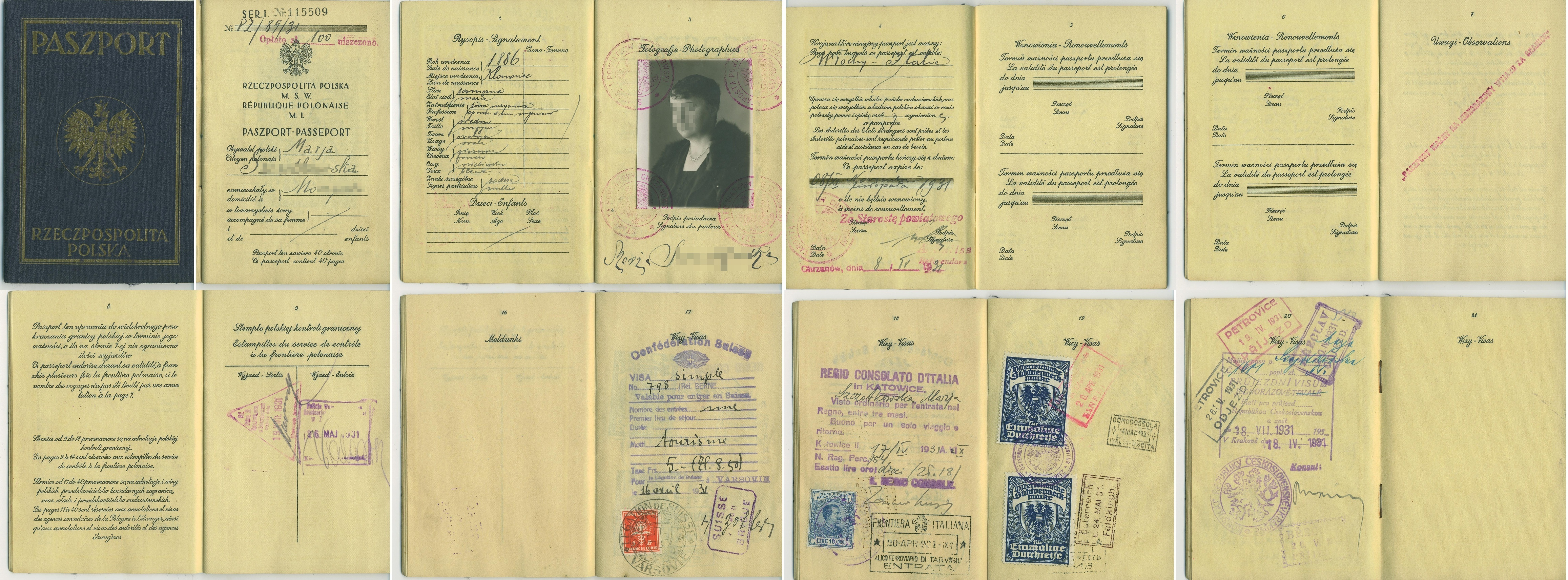
صفحات جواز سفر بولندي صادر عام 1931. في هذا الوقت كانت تُطبع جوازات السفر البولندية فقط بالبولندية والفرنسية
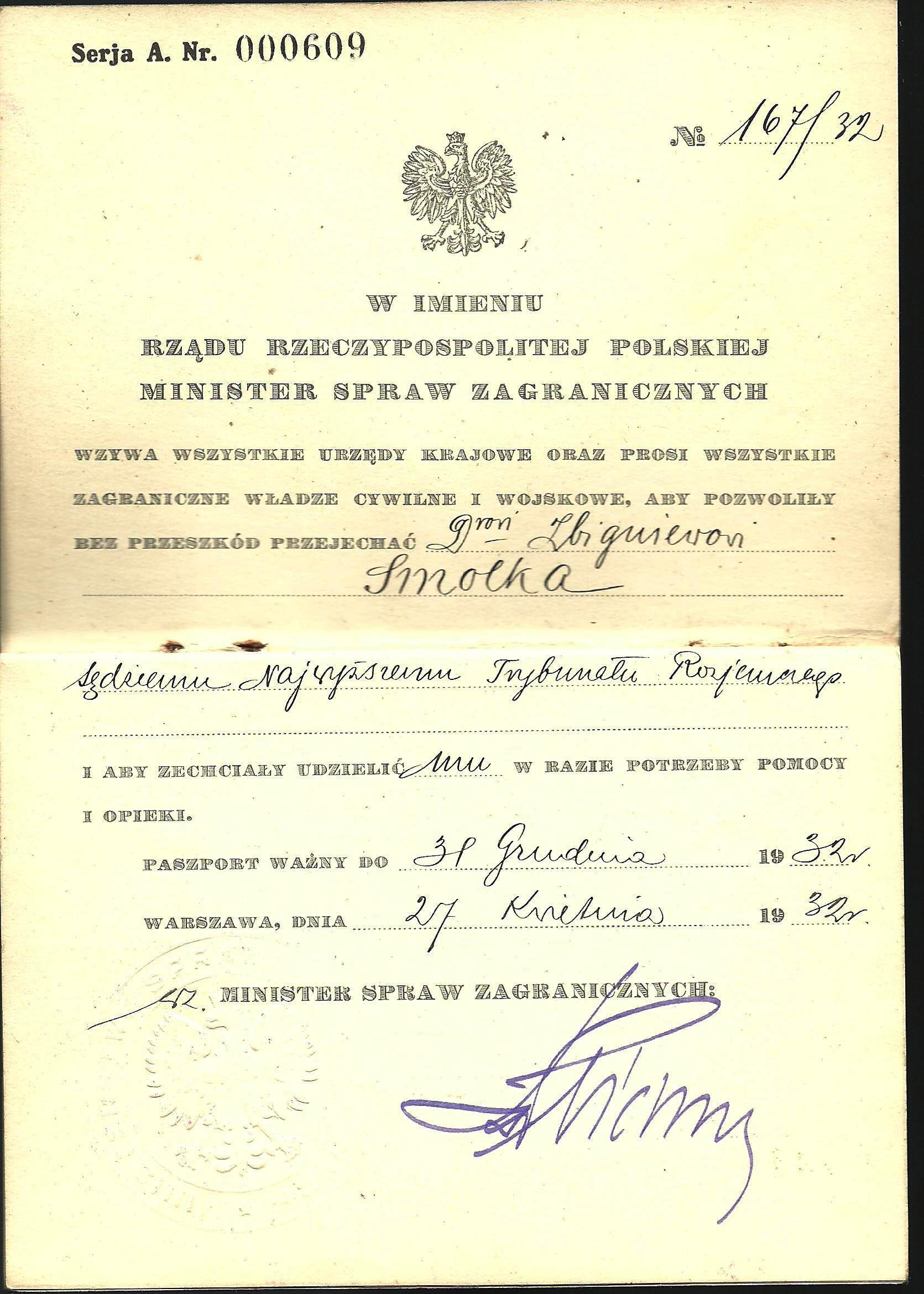
جواز سفر بولندي رسمي صادر عن وزارة الخارجية في وارسو 1932
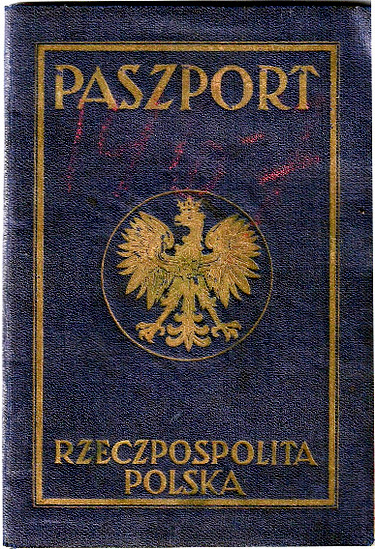
جواز السفر البولندي صادر عن الجمهورية البولندية الثانية عام 1934
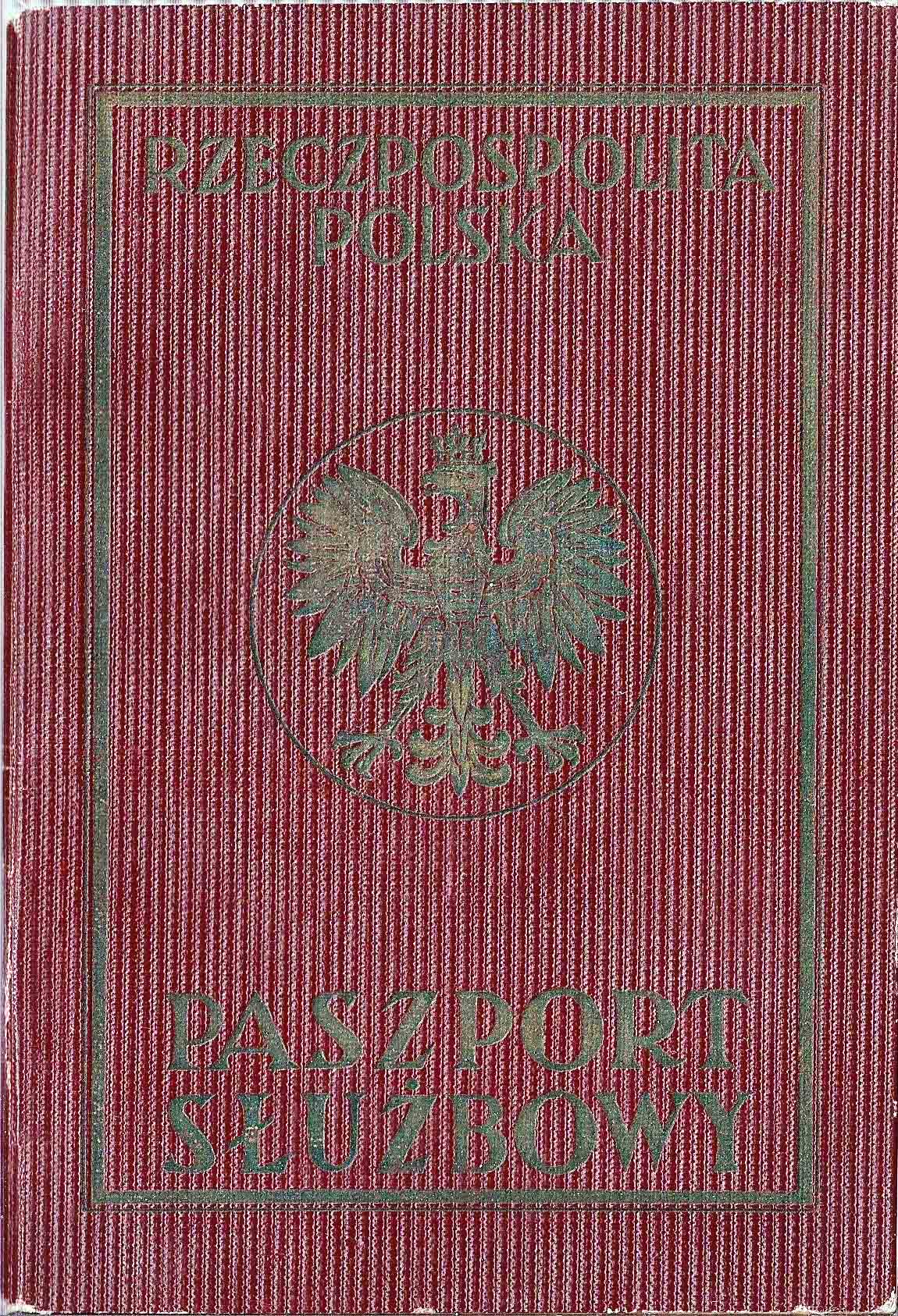
جواز سفر بولندي استخدمه موظف في القنصلية بألمانيا 1936-1939
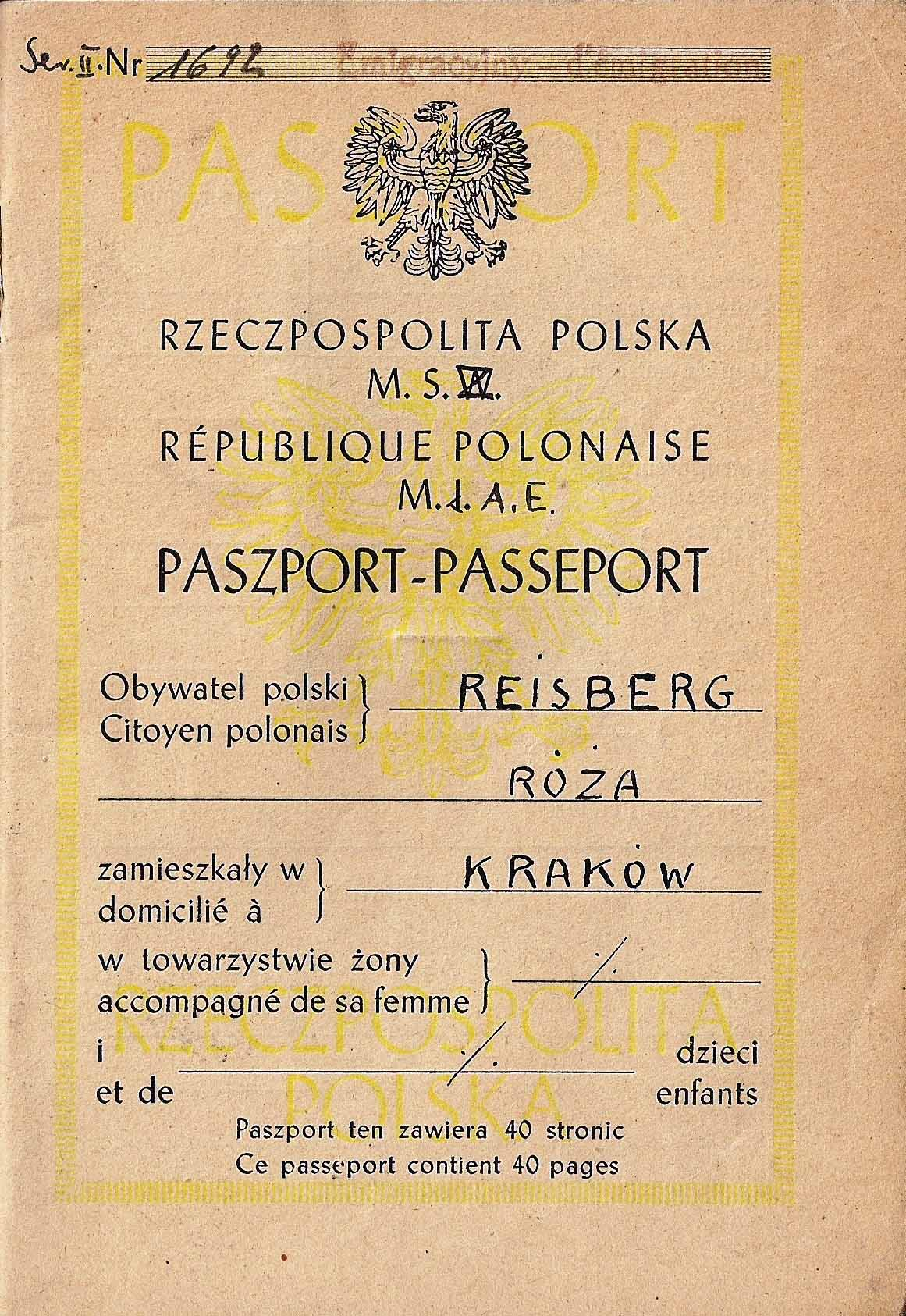
أول جواز سفر بولندي بعد الحرب، استخدم في النصف الثاني من عام 1945
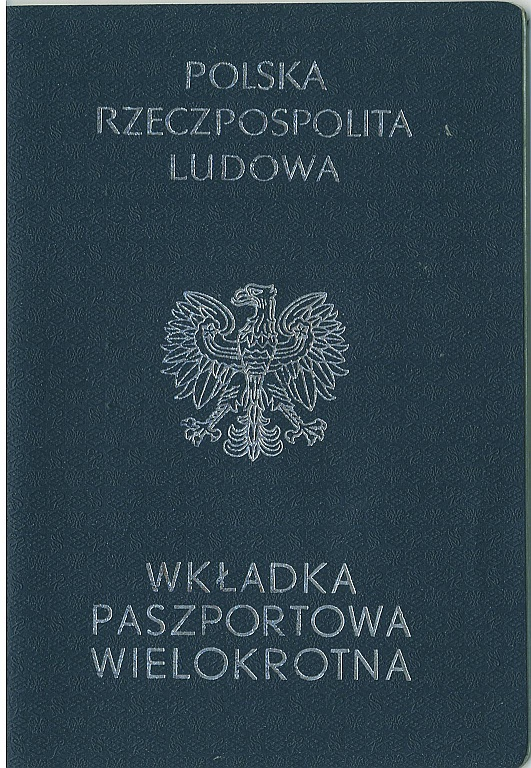
جواز سفر داخلي (صالح في الكتلة الشرقية)
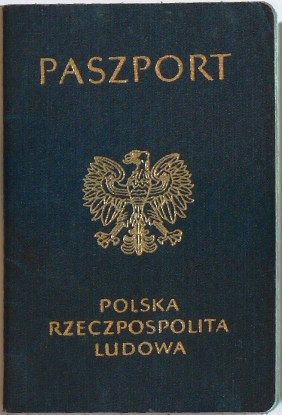
غلاف جواز سفر جمهورية بولندا الشعبية (حتى 1990)
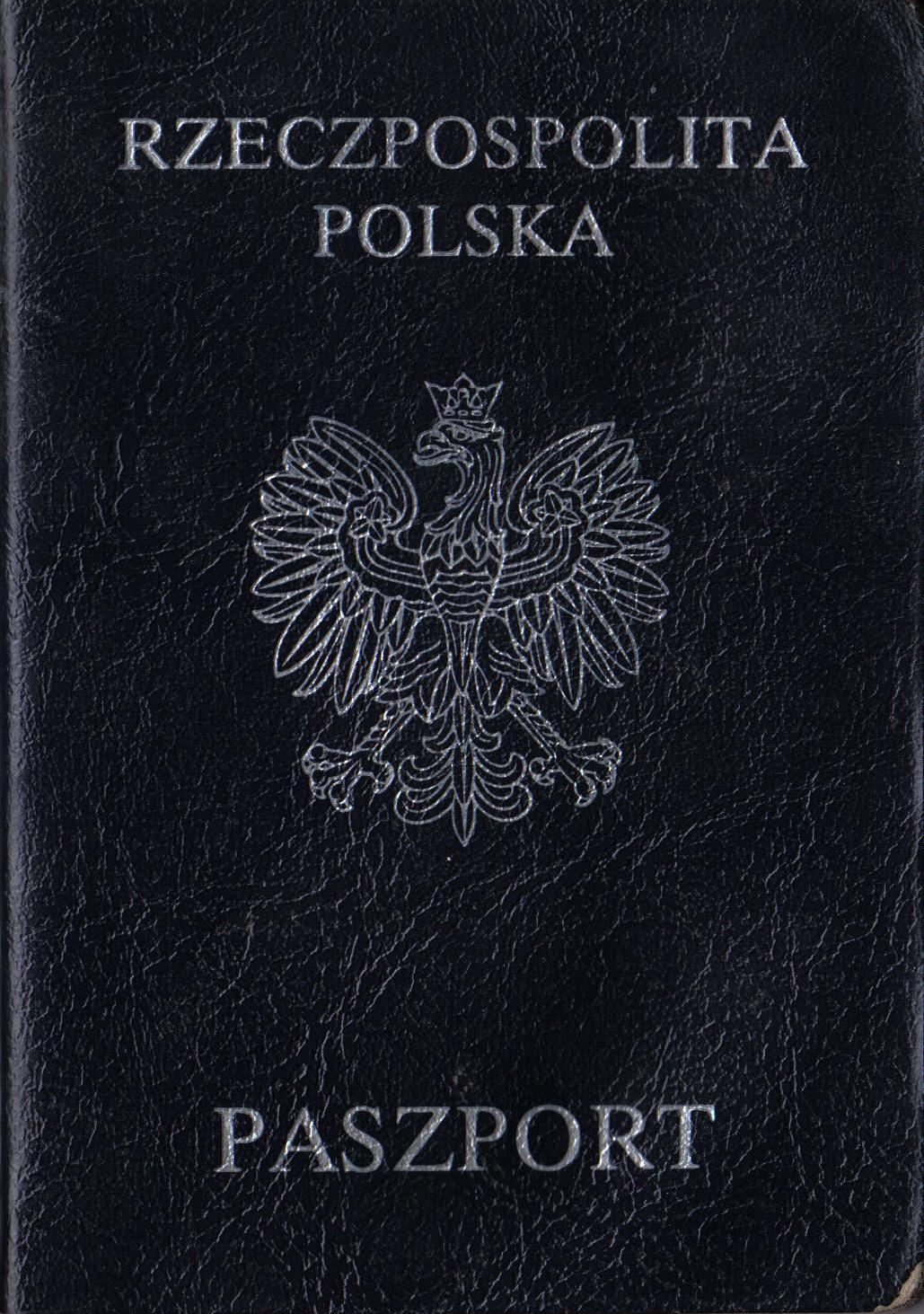
غلاف جواز السفر 1992-2001
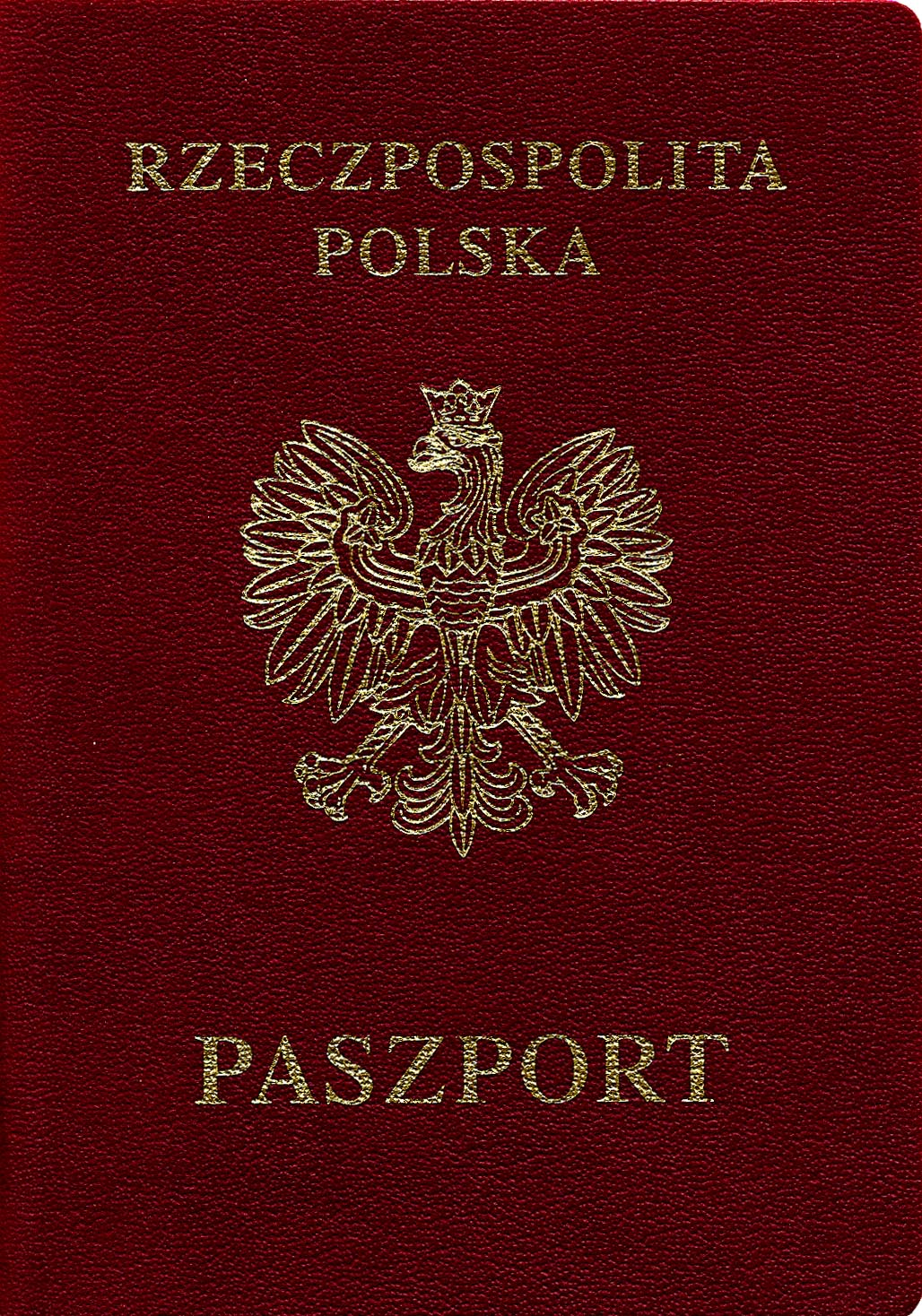
غلاف جواز السفر 2001-2006
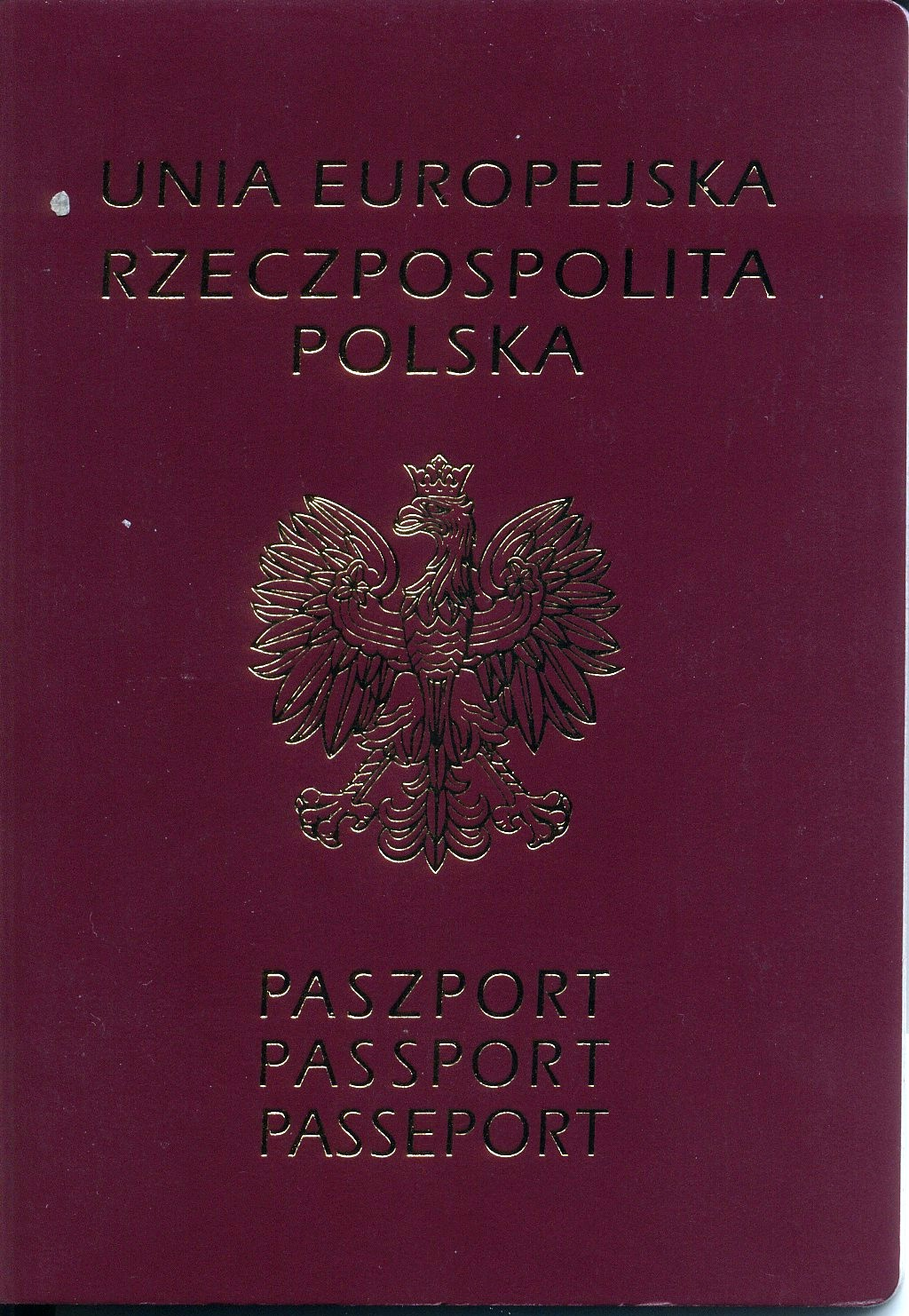
غلاف جواز السفر 2007 (غير إلكتروني)
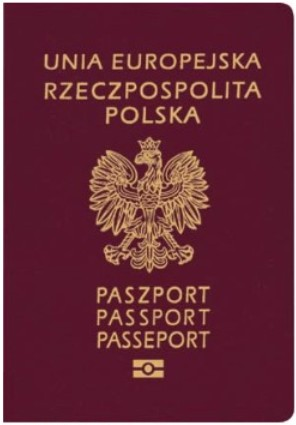
غلاف جواز السفر الإلكتروني 2006 - 6 نوفمبر 2018

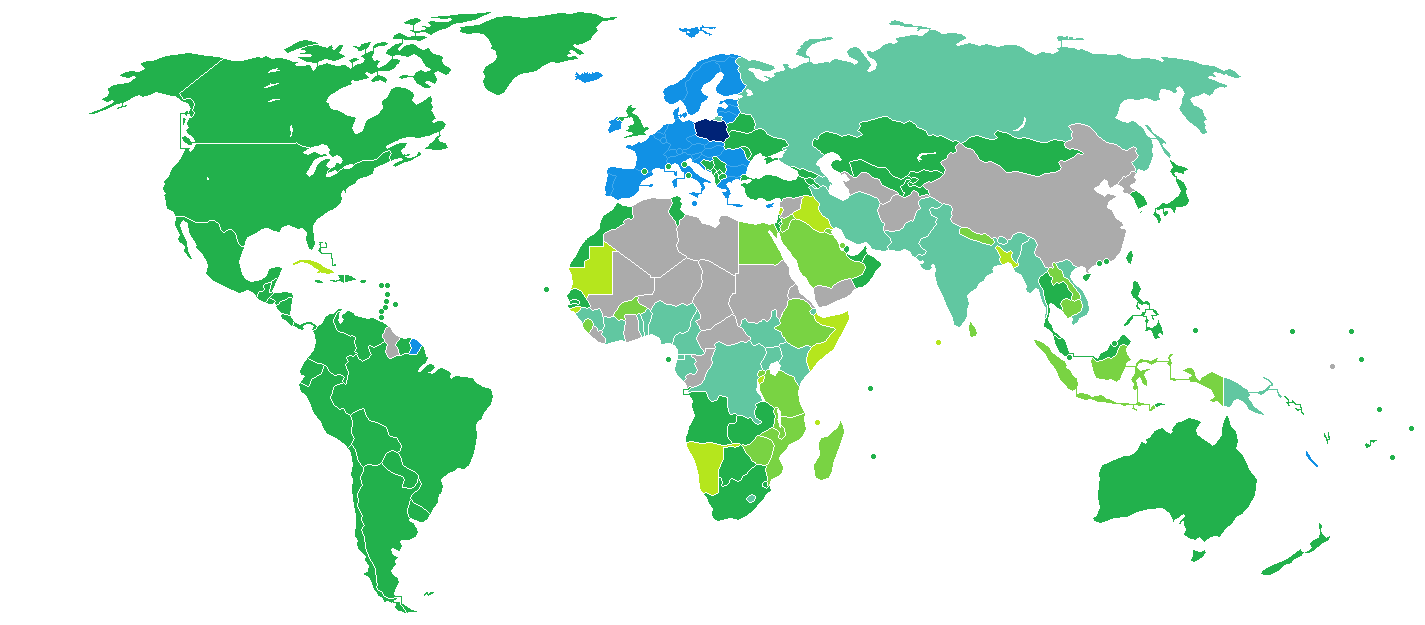
البلدان والأقاليم التي لا تفرض تأشيرة أو تطلب تأشيرة دخول عند الوصول للجهة، لحاملي جوازات السفر البولندية العادية.